# گوتفرید کرچ
گوتفرید کرچ ((به آلمانی: Gottfried Kirch) و (انگلیسی: Gottfried Kirch; ۱۸ دسامبر ۱۶۳۹ – ۲۵ ژوئیهٔ ۱۷۱۰)٬ دانشمند اخترشناس اهل آلمان و اولین «اخترشناس سلطنتی» در برلین و به همین ترتیب مدیر رصدخانه برلین (در آن زمان در حال شکل‌گیری)، بود.

## زندگی و حرفه
او فرزند مایکل کرچ، کفاش در گوبن ، منتخب ایالت زاکسن در قلمرو ساکسونی، که در ابتدا به عنوان مدیر مدرسه در گفر کنار اشلایتس و نئوندورف نزدیک لوبنشتاین شروع به کار کرد. وی همچنین به عنوان تهیه کنندهٔ تقویم در ساکسونی و فرانکونیا کار کرد. گوتفرید کرچ فراگیری اخترشناسی را نزد ارهارد ویگل در ینا و نزد یوهانس هولیوس در دانتسیش آغاز کرد. در سال ۱۶۶۷ کرچ در دانتسیش تقویم‌هایی را منتشر کرد و چندین تلسکوپ و ابزار ساخت. وی در سال ۱۶۷۹ میکرومتر پیچی را برای اندازه‌گیری‌های نجومی اختراع کرد. او از سال ۱۷۰۰ در برلین به یک اخترشناس مشغول کار در کوبورگ، لایپزیگ و گوبن شد و که از سال ۱۷۰۰ برلین هم به این مراکز افزوده شد.
در ربع آخر قرن هفدهم، کرچ پر خواننده‌ترین تقویم‌ساز بود و به عنوان یکی از برجسته‌ترین در میان آلمانی‌ها محسوب می‌شد. در سال ۱۶۸۰ او برای اولین بار یک دنباله‌دار را با یک تلسکوپ کشف کرد: «Komet C / 1680 V1»، که همان دنباله‌دار کرج است. در سال ۱۶۸۱ او موفق به کشف خوشه ستاره‌ای اردک وحشی M 11 شد. در سال ۱۶۸۶ به لایپزیگ رفت. او به همراه کشاورز و اخترشناس کریستف آرنولد دنباله‌دارهای آن سال را مشاهده کرد. در همان سال او متغیر Mira χ Cygni را کشف کرد.